# Краснообськ
Краснообськ (рос. Краснообск) — смт у Новосибірському районі Новосибірської області Російської Федерації.
Входить до складу муніципального утворення робітниче селище Краснообськ. Населення становить 23 768 осіб (2017).

## Історія
Згідно із законом від 2 червня 2004 року органом місцевого самоврядування є робітниче селище Краснообськ.

## Населення
| 1979    | 1989    | 2002    | 2007    | 2009    | 2010    | 2012    |
| ------- | ------- | ------- | ------- | ------- | ------- | ------- |
| 6953    | ↗16 065 | ↗17 114 | ↗17 194 | ↗17 769 | ↗18 448 | ↗18 981 |
| 2013    | 2014    | 2015    | 2016    | 2017    |         |         |
| ↗19 775 | ↗20 686 | ↗21 784 | ↗22 913 | ↗23 768 |         |         |